# Брайън Кид
Браян Кид (на английски: Brian Kidd) е английски футболист и футболен треньор. Нападател на клубовете Манчестър Юнайтед, Арсенал, Манчестър Сити, Евертън. През 1968 година печели Купата на европейските шампиони.

## Биография
Браян Кид е роден на 29 май 1949 година в град Манчестър, Англия.